# Lodewijk August van Bourbon
Lodewijk August van Bourbon (Saint-Germain-en-Laye, 31 maart 1670 — Sceaux, 21 mei 1736), hertog van Maine, graaf van Eu was een natuurlijke zoon van Lodewijk XIV van Frankrijk en Madame de Montespan. Hij huwde met Louise Bénédicte van Bourbon, met wie hij zeven kinderen had. Zijn gouvernante, Madame de Maintenon werd maîtresse (1680) en echtgenote (1683) van Lodewijk XIV en ijverde haar hele leven om de hertog voordelen toe te schuiven. Hij ontving onder meer verschillende titels afgeperst uit het patrimonium van Anna van Montpensier (la Grande Mademoiselle); hij werd graaf van Eu in 1681, en prins van Dombes.
Bij de dood van Lodewijk XIV in 1715 werd de hertog bij testament aangesteld als regent van de vijfjarige Lodewijk XV, samen met Filips van Orléans, en kreeg een rang tussen prins van den Bloede en hertog-pair. Madame de Maintenon had de oude koning lang genoeg daarvoor bewerkt. Aangezien de hertog door het testament ook de lijfwacht onder zijn controle kreeg, leken de dagen van Filips als co-regent geteld, en was een ultra-conservatieve machtsgreep van de groep rond Madame de Maintenon een mogelijkheid. Filips greep in, en liet het Parlement van Parijs het testament nietig verklaren - het Parlement hoopte dat Filips liberaler zou optreden en milder gezind was ten opzichte van het jansenisme.
De ontevreden hertog raakte in 1718 betrokken bij de samenzwering van Cellamare (een Spaans complot georganiseerd door kardinaal Giulio Alberoni en Antonio del Giudice, prins van Cellamare, de Spaanse ambassadeur), en werd verbannen.

## Kinderen
- een dochter, "Mademoiselle de Dombes" (11 september 1694 - 15 september 1694);
- Louis Constantin, prins van Dombes (17 november 1695 - 28 september 1698)
- een dochter, "Mademoiselle d'Aumale" (21 december 1697 - 24 augustus 1699)
- Lodewijk August II, soeverein vorst van Dombes (4 maart 1700 - 1 oktober 1755)
- Lodewijk Karel, graaf van Eu, soeverein prins van Dombes (15 oktober 1701 - 13 juli 1775)
- Karel, hertog van Aumale (31 maart 1704 - september 1708)
- Louise-Françoise, "Mademoiselle du Maine" (4 december 1707 - 19 augustus 1743).